# Nicolas Basile Bailly
Pour les articles homonymes, voir Bailly.
Nicolas Basile Bailly, né à Darney le 11 juillet 1817 et mort à Bains-les-Bains le 21 juillet 1907, est un docteur en médecine, inspecteur des Eaux, maire de Bains-les-Bains et conseiller général des Vosges.

## Biographie
Nicolas Basile Bailly est le fils du docteur Pierre Basile Bailly, qui fut chirurgien en chef des armées d'Espagne avant d'être nommé médecin inspecteur des eaux de Bains en 1812 à son retour de la campagne d'Espagne, et de Marie-Anne-Julie Galland.  Il est également le petit-fils du chirurgien Nicolas Basile Bailly (1737-1802), dont il porte les prénoms.
Comme son père il sera médecin, il soutient une thèse de doctorat qui a pour titre : De l'action thérapeutique des eaux thermales simples. Il sera lauréat de l'Académie de médecine dont il reçoit une médaille d'or. En 1844, il prendra la suite de son père comme médecin inspecteur des eaux minérales de Bains où il achète la maison d'un des précédents maires, le baron Pierre Louis Girard.
Il est maire de Bains de 1878 à 1907 et élu au conseil général de 1883 à 1901, il est également le président de l'association des médecins des Vosges et membre du conseil départemental de l'Enseignement primaire. Le docteur Bailly sera fait chevalier de la Légion d'honneur en 1884.
Il publie plusieurs ouvrages scientifiques ainsi que des monographies sur des sujets locaux.
Il avait épousé à Bulgnéville le 25 septembre 1848 Marie-Clémentine Morlot, dont il eut 3 enfants.

Il est enterré au cimetière de Bains-les-Bains, sa tombe porte sur le socle une poétique inscription inspirée des vers du poète Nicolas Gilbert, natif du bourg voisin de Fontenoy-le-Château : 

« Doux pays de Bains où j'ai rempli ma tâche et passé d'heureux jours en quittant le banquet de la vie je remercie mon hôte et laisse ici gravé ma meilleure pensée. »

## Distinctions
- Chevalier de la Légion d'honneur (1885)

## Publications

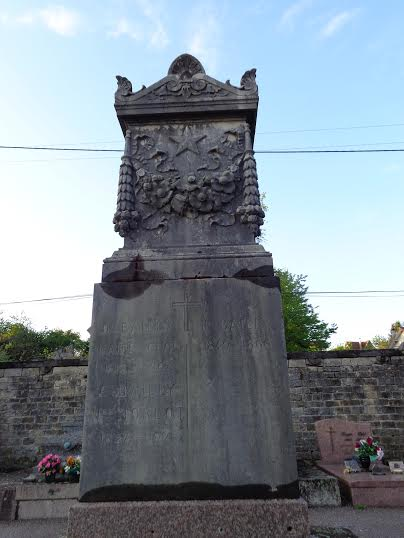
Tombe du docteur Bailly, cimetière de Bains-les-Bains.

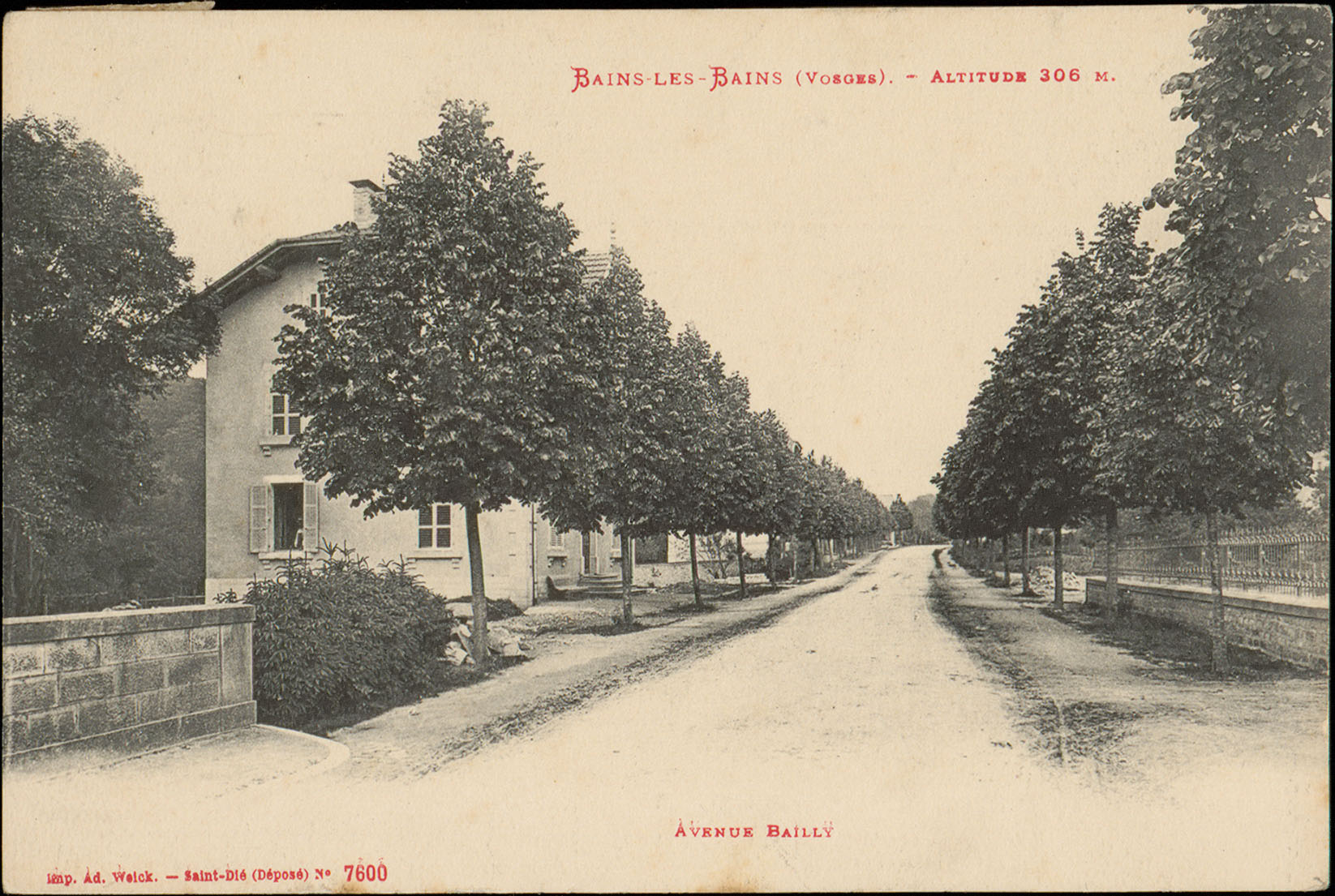
L'avenue Bailly à Bains-les-Bains (carte postale Adolphe Weick).

- De l'avenir des établissements d'eaux minérales dans les Vosges, Plombières, Contrexéville et Vittel, Bains et Bussang.
- L'hydrothérapie à Gérardmer et la cure de petit-lait sur les chaumes, éd. A. Cabasse , Épinal, 1862.
- Des eaux thermales de Bains-en-Vosges et de leur usage dans les maladies chroniques, éd. Masson, Paris, 1852.
- L'Esprit scientifique et la solidarité médicale, allocution prononcée à la séance annuelle de l'Association des médecins des Vosges, éd. de Busy , Epinal, 1877.
- De la salubrité dans les villages, éd. Fricotel, Épinal, 1865.
- Une excursion à Grand, éd. E. Busy , Épinal, 1884.
- Le Département des Vosges : géographie physique, en 7 volumes, éd. E. Busy, Épinal, 1887-1889.
- « Le Pays des faucilles et du grès bigarré » in Bulletin de la Société de géographie de l'Est, éd. Berger-Levrault, Nancy, 1881.

## Hommage
Une avenue de Bains-les-Bains porte son nom.